# Atomaria caseyi
Atomaria caseyi là một loài bọ cánh cứng trong họ Cryptophagidae. Loài này được Grouvelle miêu tả khoa học năm 1916.